# Герб Чорнобаївського району
Герб Чорнобаївського району — офіційний символ Чорнобаївського району, затверджений 18 грудня 2003 р. рішенням сесії районної ради. 

## Опис
Щит поділений срібним хвилястим перев'язом справа. На верхньому зеленому полі два золоті снопи в косий хрест, на нижньому лазуровому золоті меч і стріла вістрям донизу у косий хрест. Щит увінчано золотою короною із зубцями у вигляді листків калини й колосків та обрамлено гілками дуба із зеленим листям і золотими жолудями та кетягами калини із зеленим листям і червоними ягодами. Гілки обвиті срібною стрічкою з написом у нижній частині чорними літерами «Чорнобаївський район».
Герб склав геральдист Черкаського обласного геральдичного товариства Олег Толкушин, зобразив художник Віктор Олексенко, геральдичну експертизу провів герольдмейстер-вардейн Микола Микитович Стародубцев.